# 8717 Richviktorov
8717 Richviktorov è un asteroide della fascia principale. Scoperto nel 1995, presenta un'orbita caratterizzata da un semiasse maggiore pari a 3,1845561 UA e da un'eccentricità di 0,1973414, inclinata di 1,72074° rispetto all'eclittica.

## Nome
L'asteroide è dedicato al regista sovietico di fantascienza Richard Nikolaevič Viktorov.